# Austrian Football League 2016
Die Austrian Football League 2016 ist die 32. Spielzeit der höchsten österreichischen Spielklasse der Männer im American Football. Die Saison begann am 26. März und endete am 23. Juli im Wörtherseestadion Klagenfurt mit der Austrian Bowl XXXII. Meister wurden die Swarco Raiders Tirol durch ein 51:7 gegen die Graz Giants.

## Modus
Durch die Aufstock der Liga auf acht Teams wurde auch der Modus leicht abgeändert. Jedes Team tritt gegen drei Teams in einem Heim- und einem Auswärtsspiel an. Gegen die übrigen vier Gegner findet nur ein Spiel statt, so dass jede Mannschaft im Grunddurchgang zehn Spiele absolviert. Die vier Gegner, gegen die nur einmal gespielt wird, sind für jedes Team verschieden.
Die Teams auf den Plätzen 3 bis 6 qualifizieren sich für die Wild Card Runde. Die Sieger aus dieser Runde sowie die besten beiden Teams des Grunddurchgangs spielen die Playoffs um den Einzug in die Austrian Bowl XXXII aus.

## Teams
Im Vergleich zur Vorsaison sind drei neue Teams dabei. Die AFC Rangers aus Mödling kehren nach zwei Jahren Pause in die höchste Spielklasse zurück. Auch die Cineplexx Blue Devils aus Hohenems waren in der Vergangenheit schon einmal in der AFL, spielten in der Zwischenzeit aber auch in der ersten Division in der Schweiz. Der einzige echte Neuling sind die Ljubljana Silverhawks, mit denen erstmals ein Team aus Slowenien in der AFL antritt. Damit sind in der Liga zum ersten Mal Teams aus drei Nationen vertreten.
- Swarco Raiders Tirol (Innsbruck)
- Vienna Vikings (Wien)
- Prague Black Panthers (Prag)
- Danube Dragons (Wien)
- Graz Giants (Graz)
- Ljubljana Silverhawks (Ljubljana)
- Cineplexx Blue Devils (Hohenems)
- AFC Rangers (Mödling / Wr. Neudorf)

## Grunddurchgang

### Saisonverlauf
Die Swarco Raiders waren das dominierende Team der regulären Saison. Allerdings konnten die Graz Giants überraschend das Rückspiel gegen die favorisierten Raiders knapp mit einem Punkt Unterschied gewinnen. Der Rekordmeister Vienna Vikings, der zu diesem Zeitpunkt noch ungeschlagen war, verlor im späteren Verlauf beide Spiele gegen die Raiders. Im einzigen Duell der Vikings gegen die Giants konnten die Grazer mit einem knappen 14:13-Auswärtserfolg erneut überraschen und machten so den Weg frei für die direkte Qualifikation fürs Halbfinale. Die Danube Dragons lagen mit zwei Siegen vor dem letzten Spieltag gleichauf mit den Blue Devils aus Hohenems und den Prague Black Panthers, hatten aber jeweils den direkten Vergleich gegen diese Teams bereits verloren. Durch einen Sieg am letzten Spieltag gegen die AFC Rangers und gleichzeitigen Niederlagen der Blue Devils und der Black Panthers, qualifizierten sich die Dragons noch für die Play-offs. Die Black Panthers standen dadurch aufgrund des verlorenen direkten Vergleichs gegen die Blue Devils als Absteiger fest.

### Abschlusstabelle
| AFL 2016 |                       |    |   |   |   |       |      |      |      |
|          | Team                  | Sp | S | U | N | Pct   | P35+ | P35− | Diff |
| 1        | Swarco Raiders Tirol  | 10 | 9 | 0 | 1 | 0,900 | 377  | 112  | +265 |
| 2        | Graz Giants           | 10 | 9 | 0 | 1 | 0,900 | 236  | 156  | 0+80 |
| 3        | Vienna Vikings        | 10 | 7 | 0 | 3 | 0,700 | 232  | 176  | 0+56 |
| 4        | Ljubljana Silverhawks | 10 | 4 | 0 | 6 | 0,400 | 237  | 272  | 0−35 |
| 5        | AFC Rangers Mödling   | 10 | 4 | 0 | 6 | 0,400 | 332  | 389  | 0−57 |
| 6        | Danube Dragons        | 10 | 3 | 0 | 7 | 0,300 | 218  | 275  | 0−57 |
| 7        | Cineplexx Blue Devils | 10 | 2 | 0 | 8 | 0,200 | 232  | 373  | −141 |
| 8        | Prague Black Panthers | 10 | 2 | 0 | 8 | 0,200 | 225  | 336  | −111 |

Legende: Sp = Spiele, S = Siege, U = Unentschieden, N = Niederlagen, Pct = Winning Percentage,

P35+= erzielte Punkte (max. 35 mehr als gegnerische), P35− = zugelassene Punkte (max. 35 mehr als eigene), Diff = Differenz

Bei gleicher Pct zweier Teams zählt der direkte Vergleich

 Qualifikation fürs Halbfinale,
 Qualifikation für die Play-offs,
 Abstieg

Quelle:  AFL Tabelle 2016 auf archive.football.at

## Play-offs
|  | Wild Card Playoffs | Wild Card Playoffs    | Wild Card Playoffs |  |  | Halbfinale | Halbfinale            | Halbfinale |  |  | Finale               | Finale      | Finale |
|  |                    |                       |                    |  |  |            |                       |            |  |  |                      |             |        |
|  |                    |                       |                    |  |  | 1          | Swarco Raiders Tirol  | 63         |  |  |                      |             |        |
|  | 4                  | Ljubljana Silverhawks | 65                 |  |  |            | Ljubljana Silverhawks | 30         |  |  |                      |             |        |
|  | 5                  | AFC Rangers Mödling   | 18                 |  |  |            |                       |            |  |  | Swarco Raiders Tirol | 51          |        |
|  |                    |                       |                    |  |  |            |                       |            |  |  |                      | Graz Giants | 7      |
|  |                    |                       |                    |  |  | 2          | Graz Giants           | 7          |  |  |                      |             |        |
|  | 3                  | Vienna Vikings        | 30                 |  |  |            | Vienna Vikings        | 3          |  |  |                      |             |        |
|  | 6                  | Danube Dragons        | 13                 |  |  |            |                       |            |  |  |                      |             |        |

### Austrian Bowl
|                                      |                                    |  | Austrian Bowl XXXII  |                          |             |  |                                     |
|                                      | Klagenfurt 23. Juli 2016 19:15 Uhr |  | Swarco Raiders Tirol | \| \| 51 : 7 \| \| \| \| | Graz Giants |  | Wörthersee Stadion Zuschauer: 4.160 |
| (21:0, 14:0, 10:7, 6:0) Spielbericht | Klagenfurt 23. Juli 2016 19:15 Uhr |  | Swarco Raiders Tirol |                          | Graz Giants |  | Wörthersee Stadion Zuschauer: 4.160 |
|                                      | 51 : 7                             |  |                      |                          |             |  |                                     |
|                                      |                                    |  |                      |                          |             |  |                                     |